# Алонсо де Ерсілья-і-Суньїга
Алонсо де Ерсілья-і-Суньїга (ісп. Alonso de Ercilla y Zúñiga, 7 серпня 1533, Мадрид — 29 листопада 1595, Мадрид) — іспанський ідальго, солдат і поет.

## Життєпис
Батько був відомим юристом, але помер, коли хлопцю виповнився один рік. Мати була придворною дамою принцеси Марії, сестри короля Філіпа. І коли та вийшла заміж за ерцгерцога Максиміліана, виїхала в Чехію разом з принцесою. Хлопця виховували няньки, а 1548 року його було призначено пажем спадкоємця престолу, згодом короля Філіпа II. На цій посаді Ерсійя відвідав Італію, Німеччину і Нідерланди, був 1554 року на весіллі свого пана з Марією Англійською. Під час палацових свят у Лондоні зустрівся з адміралами, що прибули з Перу і Чилі. Непосидючий аристократ, звиклий до комфорту і безпеки, домовився про подорож до Чилі.
Почувши, що готується експедиція для підкорення арауканів в Чилі, він приєднався до конкістадорів. Він добре проявив себе протягом кампанії, але, посварившись з товаришем, був засуджений до страти в 1558 році своїм командиром, генералом Ґарсією Уртадо де Мендоса. Страта була замінена на ув'язнення, з якого Ерсійя був скоро звільнений, після чого він узяв участь у битві при Кіпео (14 грудня 1558 року).
Він повернувся до Іспанії в 1562 році, відвідав Італію, Францію, Німеччину, Богемію, і в 1570 одружився з Марією де Батн, шляхтянкою з роду Санта-Крус. У 1571 він став лицарем ордена Сантьяго, а в 1578 році він поступив на службу до короля Філіпа II, прийнавши участь у місії до Сарагоси. Він постійно скаржився на бідність, проте залишив достатній статок, і був дуже розчарований, що йому не досталася посада міністра закордонних справ.

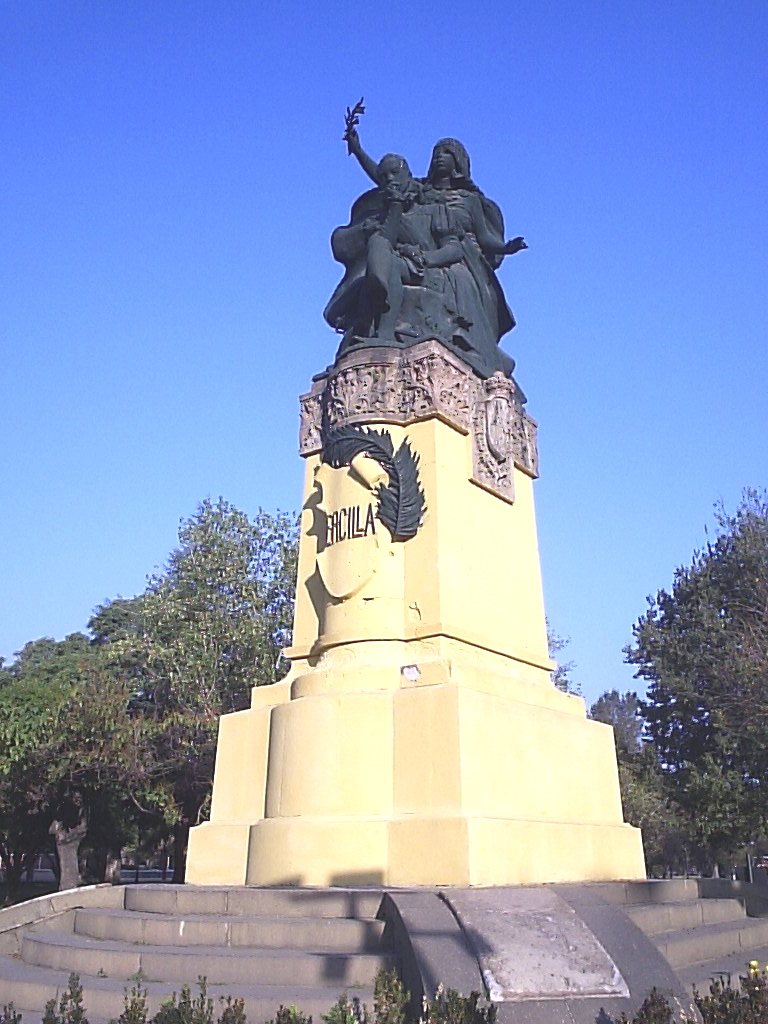
Пам'ятник Алонсо де Ерсілья-і-Суньїга в Сантьяго

## Творчість
Його головною роботою є Ла Араукана (La Araucana), поема, в основу якої лягли  події воєн, в яких він брав участь. Поема складається з трьох частин, з яких перша, написана в Чилі і опублікована 1569 року, строго дотримується історичних фактів; друга, опублікована 1578 року, містить погляди поета та багато романтичних елементів; і третя, написана в 1589—1590 роках, містить, на додаток до основної теми, численні сторонні епізоди. Багато критиків вважають поему найуспішнішим іспаномовним епічним твором часів Відродження. Видання мало поширення в Іспанії. Поему навіть згадав в книзі «Дон Кіхот» Сервантес.